# Hatitia yhuaia
Hatitia yhuaia är en spindelart som beskrevs av Antonio D. Brescovit 1997. Hatitia yhuaia ingår i släktet Hatitia och familjen spökspindlar.
Artens utbredningsområde är Peru. Inga underarter finns listade i Catalogue of Life.